# 若洲海浜公園
若洲海浜公園（わかすかいひんこうえん）は、東京都江東区若洲三丁目に所在する、東京湾に面した都立の海上公園（東京都港湾局所管）である。ゴルフリンクス（ゴルフ場）や海釣り場などがあり、隣接する若洲公園とともに各種レジャー施設がある。

## 歴史
当地は東京湾岸におけるゴミの最終埋立地（埋立地は15号地。1965年～1974年まで利用されていた）として誕生した。埋立て前は大量のハエが問題となったものの、ゴミの埋立地はサンドイッチ工法と呼ばれる土とゴミとを交互に埋め立てる人間や環境に害がない方式が取られているので、当地に限らず現在は問題が無い。その後、都の計画により海浜公園として整備され、ゴルフ場、キャンプ場施設、海釣りができる人工海岸などが1990年（平成2年）12月1日に誕生した。
また2006年（平成18年）4月1日より、若洲海浜公園内のキャンプ場、貸し自転車、特種自転車、多目的広場の部分が東京都港湾局から江東区に移管され、江東区立若洲公園となった。さらに、指定管理者制度の導入により、若洲海浜公園自体の管理も東京都港湾局から財団法人東京港埠頭公社（現：東京港埠頭株式会社）を代表企業とする指定管理者に委任された。

## 公園内にある施設
- 若洲ゴルフリンクス - 公園における主要な施設。都心から一番近いゴルフ場として知られている。54ヘクタールに18ホールが完備されており、都内近郊から日帰りで出来るので人気が高い。コースの監修は女子プロゴルファーの岡本綾子。隣接してゴルフ練習場もある（有料）。
- サイクルロード - 公園の周りをサイクリングできるように整備されたサイクルロード。レンタルサイクルもある。晴れた日は木更津から横浜や東京ディズニーランドなどが一望できる（自転車の貸し出しは有料）。
- 海釣り場 - 海釣りが出来る人工防波堤が整備されている（無料）。また磯遊びもできるようになっている。休日は年齢を問わず釣り人の姿を多く見かける。
- ヨット訓練所 - 当公園にはヨットの訓練所がある。青少年を中心に、休日や夏休み中はヨットの訓練を受けている姿を見かけられる（ヨットの講習は有料）。
- その他 - 公園先端にある岩場には、多くの野良猫たちが生活している。

## 交通
- 鉄道：京葉線・有楽町線・りんかい線新木場駅より都営バス木11系統で10分～15分。休日は1時間に1本ほど。
- 水上バス：浜松町より水上バスの便がある（現在は桟橋点検の為、運行停止中）。
- マイカー：駐車場有り
- 開園時間：公園は常時開園。キャンプ場・ゴルフリンクスなどの諸施設の営業は日中の時間帯のみ（施設が休日の場合もあるので要事前確認）。
- 利用料金：公園自体と海釣り施設は無料だが、その他の各施設、自転車の貸し出し等は有料なので確認のこと。

## 画像

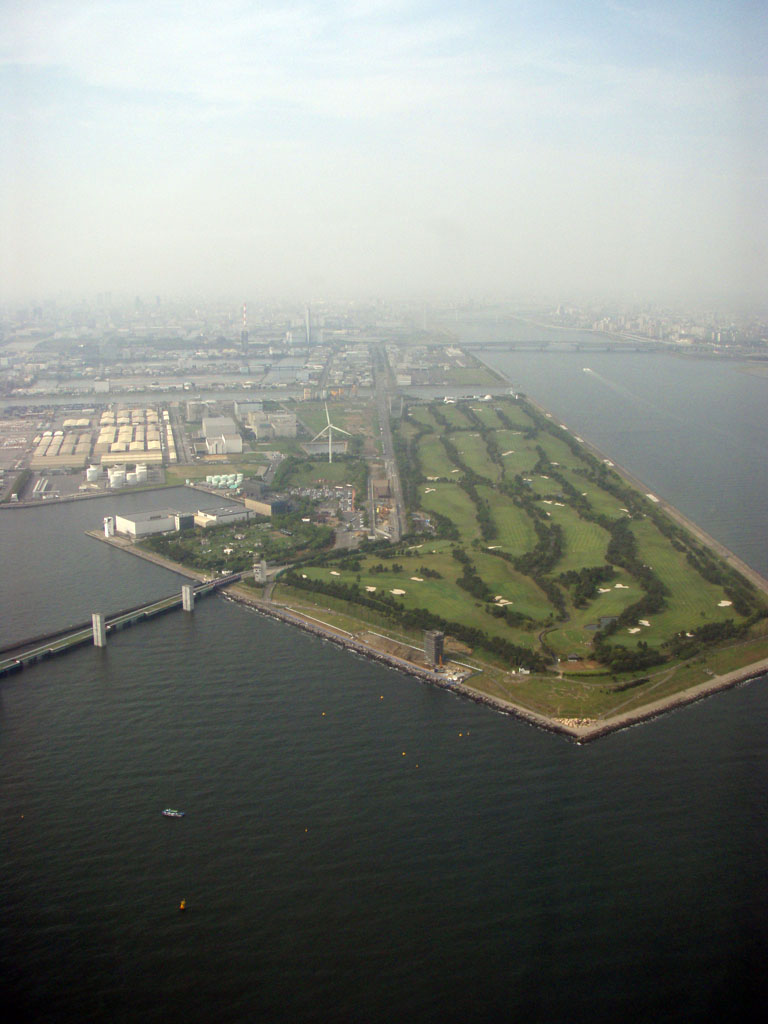
上空から見た若洲海浜公園。画面奥は新木場地区
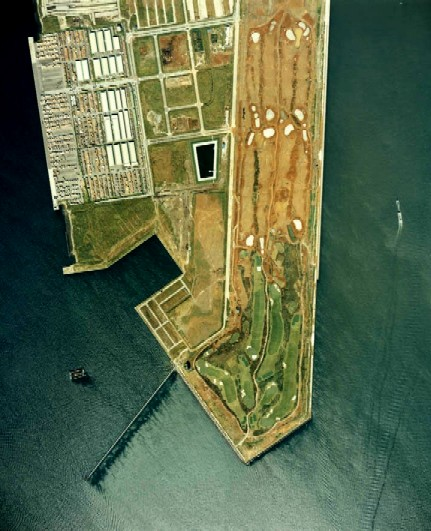
開園直前の若洲海浜公園近辺の航空写真。国土交通省 国土地理院 地図・空中写真閲覧サービスの空中写真を基に作成
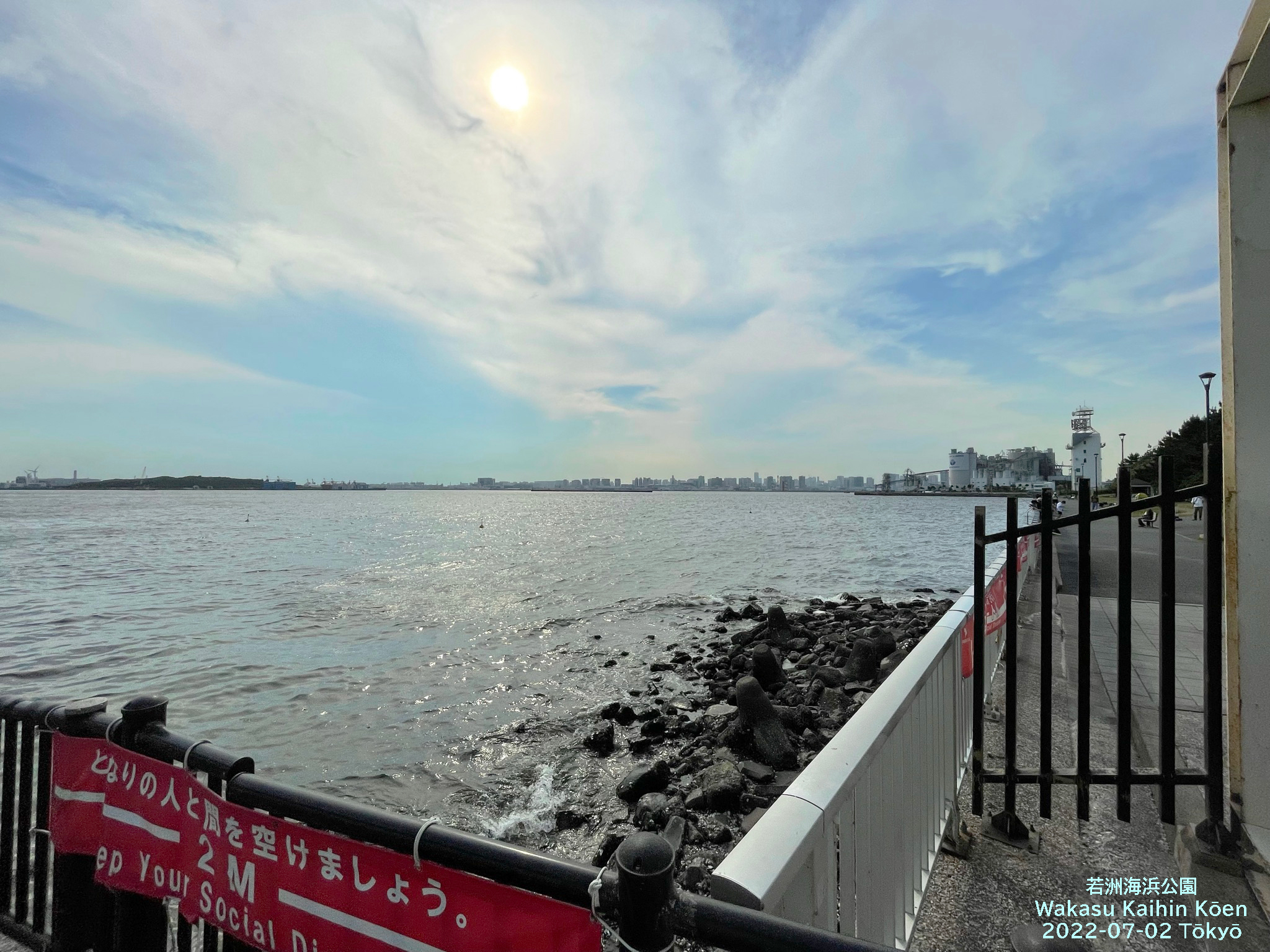
海釣り施設からの景観
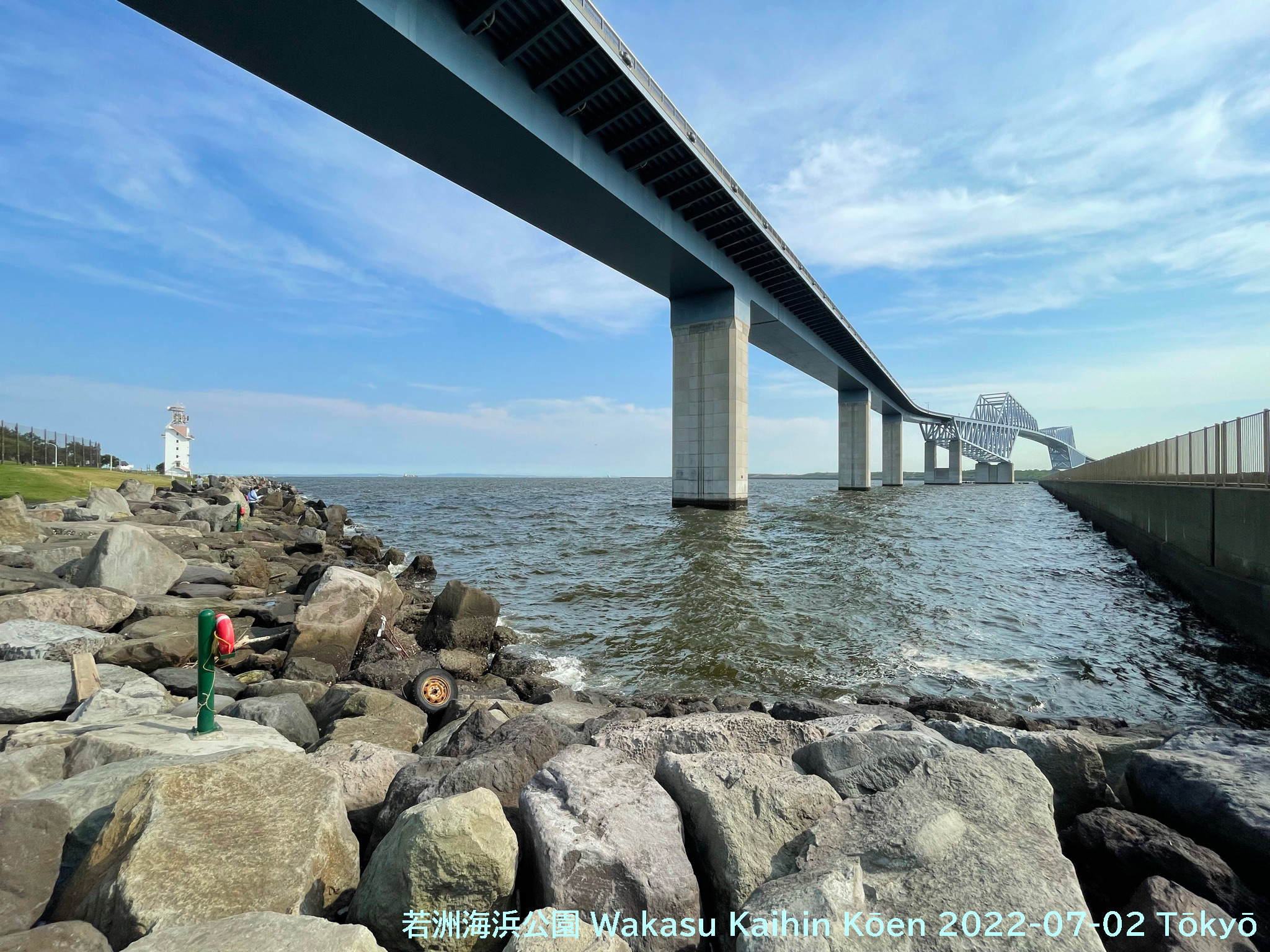
東京ゲートブリッジの橋脚と波打ち際
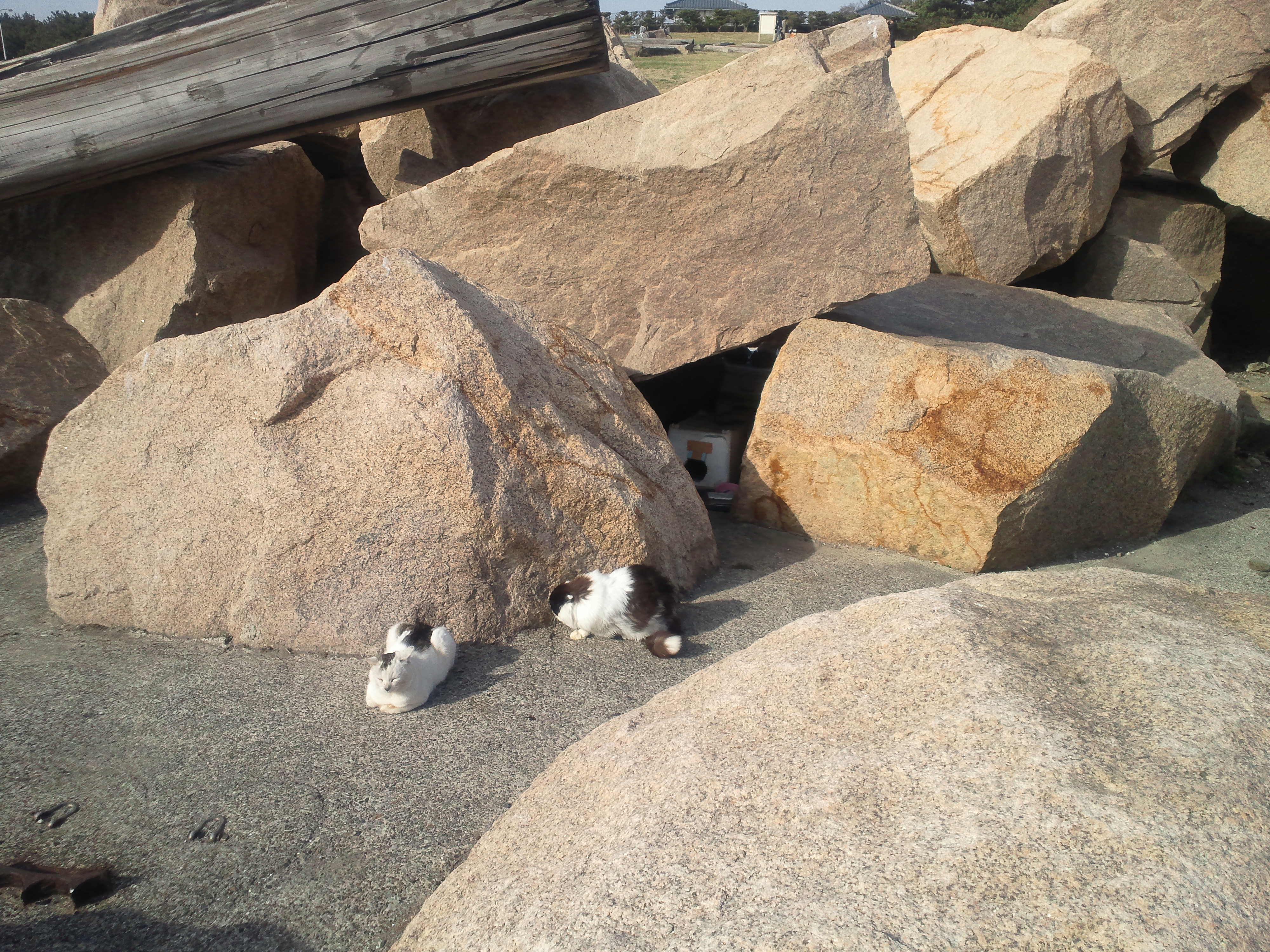
岩場に住む猫たち。